# Boso View Express
Boso View Express, poi ripubblicato come BVE Trainsim, è un videogioco di simulazione della guida di treni con vista tridimensionale dalla cabina di guida, per personal computer con sistema operativo Windows 98 o superiore.
Il simulatore è stato realizzato dallo studente giapponese Takashi Kojima (con lo pseudonimo Mackoy), che ne detiene il copyright. Il programma è liberamente scaricabile dal sito internet dell'autore. L'uso del programma è gratuito per uso personale, ma non può essere ri-distribuito su supporti informatici o su altri siti internet.
Al momento  sono disponibili tre diverse versioni di BVE: le versioni 2 (2.6.3), 4 (4.2) e 5.
Lo sviluppo della versione 4 del programma si è arrestato con l'uscita di Windows Vista, data l'impossibilità per l'autore di rendere la versione 4 compatibile con tale sistema operativo.
Per questo motivo, alcuni programmatori americani hanno creato una versione open source del programma chiamata OpenBVE, compatibile con i contenuti creati per la versione giapponese.
Il 5 settembre 2011 è stata pubblicata la versione 5, compatibile anche con Windows Vista e versioni successive.